# Tallkrogen (stacja metra)
Tallkrogen – powierzchniowa stacja sztokholmskiego metra, leży w Sztokholmie, w Söderort, w dzielnicy Tallkrogen (dzielnica administracyjna Farsta). Jest jedną ze stacji na zielonej linii metra (T18), położoną między Skogskyrkogården a Gubbängen. Dziennie korzysta z niej około 2 200 osób.
Stacja znajduje się na wiadukcie między Tallkrogsvägen a Maratonvägen. Posiada jedno wyjście zlokalizowane na rogu Tallkrogsvägen i Victor Balcks väg. 
Otworzono ją 1 października 1950 (jako 9. stację w systemie) wraz z odcinkiem Slussen–Hökarängen. Posiada jeden peron.

## Sztuka
- Obraz nad schodami przedstawiający specyficzny plan dzielnicy (w wyglądzie przypomina stadion), Kristina Anshelm, 1998[3]

## Czas przejazdu
| Linia | Stacja        | Czas przejazdu | Stacja                                                   | Czas przejazdu                   |
| T18   | Alvik         | 32 min         | Skärmarbrink Gullmarsplan Slussen Gamla stan T-Centralen | 7 min 9 min 13 min 14 min 18 min |
| T18   | Farsta strand | 9 min          | Skärmarbrink Gullmarsplan Slussen Gamla stan T-Centralen | 7 min 9 min 13 min 14 min 18 min |

## Otoczenie
W najbliższym otoczeniu stacji znajdują się:
- Tallkrogens skola
- Tallkrogens bollplan
- Skogskyrkogården
  - Skogskapellet
  - Uppståndelsepakellet
- Judiska församling södra begravningsplats
- Gabbängsparken
- Svedmyraskogen
- Vattentorn